# Ullmann Salamon
Ullmann Salamon (? – 1862) rendeki, majd makói rabbi. 
Fiatal korában édesapja, Ullmann Salom lakompaki rabbi házában nagy jesivát vezetett. Előbb két évig Rendeken (ma: Répcekethely része) rabbiskodott, innen a makói hitközség élére került, ahol jesiváját még nagyobbá fejlesztette. Itt megjelentette Jeriosz Selómó című kommentárját a Joré Déához. Ez időben Makón a reformszellem kezdett tért hódítani és súlyos harc keletkezett a hitközség tagjai között. Ullmann a leghatározottabban kikelt az újítók ellen. Halála után kiadták Jeriosz Selómó című responsumgyűjteményét és ugyancsak Jeriosz Selómó című talmudi glosszákat tartalmazó művét. 